# Суботино (Гагинський район)
Суботино (рос. Субботино) — село в Гагинському районі Нижньогородської області Російської Федерації.
Населення становить 77 осіб. Входить до складу муніципального утворення Гагинська сільрада.

## Історія
Від 2009 року входить до складу муніципального утворення Гагинська сільрада.

## Населення
| 2002 | 2010 |
| ---- | ---- |
| 126  | ↘77  |